# C. B. Cebulski
C. B. Cebulski (né en 1971 ?), également connu sous le pseudonyme Akira Yoshida, est un scénariste et rédacteur en chef de Marvel Comics.
Il est particulièrement connu pour son travail sur des titres tels que Marvel Fairy Tales (en). Alors éditeur de Marvel Comics, Cebulski se fait passer pour un Japonais en inventant le pseudonyme Akira Yoshida afin de publier des histoires dans Marvel en 2004 et 2005 alors que c'est interdit pour un employé de la firme afin d'éviter tout conflit d'intérêts. Après que des rumeurs ont surgi, elles ont été éteintes en 2016 puis ravivées et enfin confirmées lors de l'annonce par Marvel Entertainments de faire de Cebulski son nouveau rédacteur en chef en novembre 2017. Il est cependant maintenu à son poste.

## Biographie
Chester B. Cebulski commence sa carrière dans les comics en éditant des mangas pour Central Park Media (en), à New York. Il commence à écrire des scénarios influencés du manga tels que Marvel Mangaverse. Il est aussi éditeur chez Marvel (coordination des contenus).
En 2004 et 2005, plusieurs de ses œuvres sont publiées chez Dreamwave, Dark Horse et Marvel Comics sous le pseudonyme d'Akira Yoshida : il se fait passer pour un auteur japonais car il n'a pas le droit de publier chez Marvel étant déjà un employé de l'entreprise (afin d'éviter des conflits d'intérêts),,, dont Thor: Son Of Asgard (12 numéros), Elektra: The Hand (5 numéros), X-Men: Age of Apocalypse (6 numéros), Wolverine: Soultaker (5 numéros), X-Men: Kitty Pryde – Shadow & Flame (5 numéros), X-Men/Fantastic Four (5 numéros) et plusieurs one-shots, mettant ainsi en scène des personnages importants tels que Wolverine, Thor et Conan le Barbare entre autres, avant de cesser subitement ses productions,. Akira Yoshida était une personnalité rare, pratiquement impossible à rencontrer, ce qui, en plus de l'arrêt subit de ses productions, a alimenté les rumeurs d'usurpation d'identité,,. En effet, Marvel cherchait à renouveler son panel d'artistes, en particulier provenant d'autres pays, et un Japonais parlant anglais était une aubaine,. Après des investigations de bloggers spécialistes de ce genre de rumeurs aboutissant au rejet de la théorie, la rumeur s'estompe durablement,.
Il démissionne de Marvel pour devenir auteur indépendant,. En tant que scénariste, il a collaboré sous son vrai nom à la mise en circulation de trois Marvel Fairy Tales (en) : X-Men Fairy Tales, Spider-Man Fairy Tales et Avengers Fairy Tales. Bien que Cebulski n'a pas directement travaillé sur la série des Fugitifs (The Runaways), il a travaillé sur des séries qui y sont directement liées : les spin-offs Loners, et What if the Runaways became the Young Avengers?, et est le responsable de la partie sur Nico Minoru (en) dans la série Mystic Arcana (en).
En plus d'écrire pour Marvel, il continue ses tâches éditoriales qui consistent principalement à détecter de nouveaux artistes et travaille également sur ses propres titres chez Image Comics, tels que Drain (en) et Wonderlost.
Parmi ses autres projets, on peut noter X-Infernus (en), séquelle de Inferno (en) qui met en scène le retour du personnage Magik,,, et la mini-série War of Kings: Darkhawk, un personnage sur lequel il avait déjà travaillé dans The Loners.
Le 28 novembre 2017, Marvel Entertainment annonce que Cebulski succède à Axel Alonso au poste de rédacteur en chef de Marvel. Marvel lui fait ainsi confiance alors qu'il vient d'admettre dans Bleedingcool, treize ans plus tard, qu'il était bien Akira Yoshida, après que la rumeur s'est réveillée subitement quelques jours plus tard,:

« J'ai arrêté d'écrire sous le pseudonyme Akira Yoshida environ un an plus tard. Ce n'était pas transparent, mais j'ai beaucoup appris sur l'écriture, la communication et la pression. J'étais jeune et naïf, et j'avais alors beaucoup à apprendre. Mais tout cela est de l'histoire ancienne et étant aujourd'hui le nouveau rédacteur en chef de Marvel, je tourne une nouvelle page et suis très enthousiaste de commencer à partager toutes mes expériences Marvel avec tous les talents émergents dans le monde entier. »

## Hommages et reconnaissance
Scénariste principal du jeu-vidéo Marvel: Ultimate Alliance, un personnage secondaire portant son nom est intégré à l'histoire : dans une sous-quête, le joueur doit recommander à l'un des deux hackers d'aider Weasel (en) à trouver dans les fichiers du S.H.I.E.L.D. si la Veuve Noire est un double agent. L'un de ces deux hackers s'appelle Cebulski, et c'est à lui qu'il faut demander d'effectuer cette recherche.
En 2013, il est nommé dans la liste du site IGN sur les meilleurs twitters sur les Comics pour ses conseils pour percer dans l'industrie.
En 2016, il présente la cérémonie inaugurale « Hall M » de l'Asia Pop Comic Convention (en) de Manille,.

## Critiques
Après que la rumeur selon laquelle Akira Yoshida est bien C. B. Cebulski, plusieurs critiques sont formulées ; ses œuvres sont même taxées de racistes car emplies de clichés sur les Japonais,,,,.

## Publications
- Dark Angel (avec Kia Asamiya, Central Park Media, 1999)
- Marvel Mangaverse: X-Men (avec Ajit Jothikaumar et Jeff Matsuda, one-shot, Marvel Comics, 2002)
- Once Bitten (avec Makoto Nakatsuka, dans Star Wars Tales no 12, Dark Horse Comics, 2002, rassemblés dans Star Wars Tales Volume 3)
- Thor: Son of Asgard (série de 12 numéros, en tant qu'Akira Yoshida, avec Greg Tocchini, Marvel Comics 2004)
- Elektra: The Hand (mini-série de 5 numéros, en tant qu'Akira Yoshida, avec Chris Gossett, Marvel Comics 2004)
- X-men/Fantastic Four (mini-série de 5 numéros, en tant qu'Akira Yoshida, avec Pat Lee, Marvel Comics 2004-2005)
- X-Men: Age Of Apocalypse (mini-série de 6 numéros, en tant qu'Akira Yoshida, avec Chris Bachalo, Marvel Comics 2005)
- Wolverine: Soultaker (mini-série de 5 numéros, en tant qu'Akira Yoshida, avec Shin Nagasawa, Marvel Comics 2005)
- X-men: Kitty Pryde - Shadow & Flame (mini-série de 5 numéros, en tant qu'Akira Yoshida, avec Paul Smith, Marvel Comics 2005)
- Marvel Adventures Fantastic Four (no 1 et 2, en tant qu'Akira Yoshida, avec Carlo Pagualyan, Marvel Comics 2005)
- Conan and the Demons of Khitai (mini-série de 4 numéros, en tant qu'Akira Yoshida, avec Paul Lee, Dark Horse Comics 2005)
- Dying Inside (avec David Aja, dans X-Men Unlimited, no 14, Marvel Comics, 2006)
- I ♥ Marvel : no 3 « Marvel Ai » (avec plusieurs artistes, Marvel Comics, 2006)
- New Mangaverse (avec Tommy Ohtsuka, mini-série de 5 numéros, Marvel Comics, 2006)
- Drain (avec Sana Takeda, série de 6 numéros, Image Comics, 2006–2007)
- Marvel Fairy Tales (Marvel Comics) :
  - X-Men Fairy Tales (en) (avec Sana Takeda, mini-série de 4 numéros, 2006)
  - Spider-Man Fairy Tales (2007)
  - Avengers Fairy Tales (2008)
- Wonderlost (avec plusieurs artistes, Image Comics, 2007–2008)
- Ultimates (co-auteur Mindy Owens et dessins de Travis Charest, one-shot, Marvel Comics, 2007)
- Loners (avec Karl Moline, série de 6 numéros, Marvel Comics, 2007)
- Mystic Arcana Book IV: Nico Minoru : « Fire » (avec Phil Noto, Marvel Comics, 2007)
- Legion of Monsters: « Morbius, the Living Vampire » (co-auteur Brendan Cahill et dessins de David Finch et Michael Gaydos, Marvel Comics, 2007)
- X-Infernus (avec Giuseppe Camuncoli, mini-série de 5 numéros, Marvel Comics, décembre 2008)
- War of Kings: Darkhawk (avec Harvey Tolibao, mini-série de 2 numéros, Marvel Comics, 2009)